# یوهان بوگنهاگن
یوهان بوگنهاگن (به انگلیسی: Johannes Bugenhagen) (زاده ۱۴۸۵ - مرگ ۱۵۵۸) کشیش و استاد دانشگاه ویتنبرگ و اصلاحگر پروتستانی قرن ۱۶ میلادی بود . وی بنیان‌گذار کلیساهای لوتریانی در شمال آلمان و اسکاندیناوی و دانمارک بود و از دوستان و همکاران مارتین لوتر بود. او اصلاحات پروتستان را به دوک نشین پامرنیا و دانمارک معرفی کرد .

## شرح حال

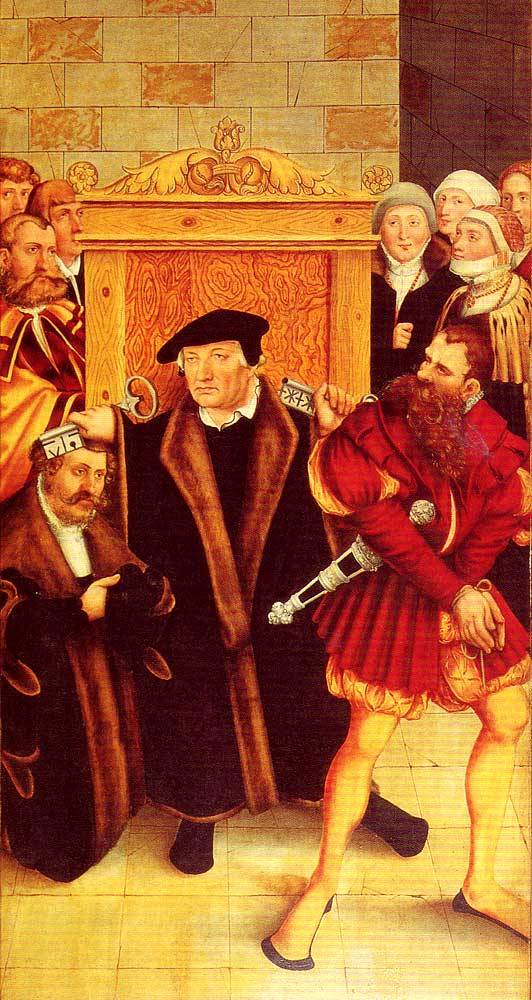
نقاشی از لوکانس کراناخ پدر نقاش رنسانس آلمانی

در ۲۴ ژوئن ۱۴۸۵ در روستای وُلین پومرانیا به دنیا آمد پس از نوجوانی وارد دانشگاه گرایفسوالد شد همزمان رئیس مدرسه محلی بود. سپس برای ادامه تحصیل به دانشگاه ویتنبرگ رفت و بزودی همکار و همفکر مارتین لوتر گردید بعد از مرگ لوتر سرپرستی خانواده او را تقبل کرد. در ۱۵۳۳ استاد کرسی الهیات دانشگاه و کشیش در شهر ویتنبرگ بود لوتر او را «دکتر پومرانی» لقب داده بود. عقاید و کتاب‌های لوتر و اعلامیه نود و پنج ماده‌ای او را تبلیغ می‌کرد و  در صدد زدودن خرافات و اصلاحاتی که وی در آئین پروتستان به وجود آورده بود . سخنان او در همه کلیساهای شمال آلمان و اسکاندیناوی و نیز دانمارک، قبول و اجرا می‌شد. او تاج گذاری شاه کریستیان سوم پادشاه دانمارک نروژ را انجام داد .در سال ۱۵۳۹ او امیرانتخابگر دوک‌نشین ساکسونی گردید.یوهان بوگنهاگن در ۲۰ آوریل ۱۵۵۸ در ویتنبرگ فوت نمود و در کلیسای شهر دفن گردید.